# Walton Highway
Walton Highway – osada w Anglii, w hrabstwie Norfolk. Leży 13,7 km od miasta King’s Lynn, 74 km od Norwich i 132,8 km od Londynu. W 2016 miejscowość liczyła 524 mieszkańców.